# Ichneumon truculentus
Ichneumon truculentus là một loài tò vò trong họ Ichneumonidae.